# Peter Hill
Peter Hill Dowd (Santiago, 1941) es un marino, empresario y dirigente gremial chileno, past president de la Cámara de Comercio de Santiago (CCS).
Se formó en The Grange School de la capital y, más tarde, como marino, en la Escuela Naval Arturo Prat de Valparaíso, entidad en la que permaneció entre 1956 y 1963.
Ese último año emigró al sector privado, específicamente a Esso Standard Oil, donde se desempeñó durante cuatro años en el área de ventas y marketing. Los siguientes dos laboró en General Mills Chile y Laboratorios Ballerina, tras lo cual se independizó y junto a un socio formó Laboratorios Duo, empresa dedicada a los cosméticos que vendió en 1978 a la multinacional británica Reckitt and Colman.
En 1976 se incorporó a Química Anglo Chilena.
En 1985 arribó a la actividad gremial tras ser nombrado director de la Cámara Chileno Británica de Comercio. Tiempo después sería su presidente durante dos años y medio.
En 1995 fue elegido presidente de la CCS, cargo en el que permaneció hasta mediados de 1999 y al que volvió en 2007.